# Mert Çetin
Yıldırım Mert Çetin (Çankaya, Ankara, Turquía, 1 de enero de 1997) es un futbolista turco que juega como defensa en el Ankaragücü de la TFF Primera División.

## Trayectoria

### Gençlerbirliği
Es un producto exclusivo de las canteras del Gençlerbirliği, club al que se unió desde 2008 y a través del cual fue progresando a través de sus categorías juveniles hasta integrar el Hacettepe, el equipo "B" del Gençlerbirliği.
Con este equipo debutó un 3 de septiembre de 2016 en el empate sin goles ante Nazilli Belediyespor, por el arranque de la TFF Segunda División 2016-17, que corresponde a la tercera categoría del fútbol de Turquía. Tras asentarse como titular indiscutible en el Hacettepem, marcó su primer gol el 19 de marzo de 2017 en el triunfo por 3-0 sobre Kocaeli Birlik. Al final de su primera campaña fue ascendido al primer equipo, haciendo su debut con Gençlerbirliği el 25 de octubre de 2017, jugando de titular en la goleada por 3-0 sobre Tuzlaspor, por la cuarta ronda de la Copa de Turquía. A pesar de ello, no sumó muchos minutos a lo largo de la temporada 2017/18 y su club terminó descendiendo de la primera categoría.
La siguiente campaña, en cambio, se hizo un espacio en el equipo titular del Gençlerbirliği, acumulando un total de 25 partidos y marcando su primer gol en la segunda división turca el 12 de mayo de 2019 en el triunfo por 2-0 sobre Gazişehir Gaziantep. Fue pieza clave del equipo que logró el ascenso, demostrando mucho potencial de cara a futuro.

### Italia
El 16 de agosto de 2019 se convirtió en jugador de la A. S. Roma de Italia, recibiendo el dorsal número 15, firmando por 3 millones de euros hasta el 30 de junio de 2024. El 27 de octubre de ese mismo año hizo su debut en el triunfo por 2-1 en liga sobre el A. C. Milan tras ingresar en el minuto 77 en reemplazo de Leonardo Spinazzola.
Tras una temporada en el conjunto capitalino, el 24 de agosto de 2020 fue cedido al Hellas Verona F. C. por un año. Esta cesión incluía una opción de compra obligatoria si se cumplían ciertas condiciones, algo que sucedió, por lo que pasó a ser propiedad del equipo veronés.

### Regreso a Turquía
El 15 de enero de 2022 se hizo oficial su vuelta al fútbol turco tras llegar cedido al Kayserispor hasta el 30 de junio.

## Selección nacional
Ha representado a Turquía en la categoría sub-21, con la cual suma tres partidos desde septiembre de 2018. En septiembre de 2019 fue convocado a la selección mayor para los encuentros ante Andorra y Moldavia por la clasificación para la Eurocopa 2020, sin embargo no llegó a debutar. Dos meses después, el 17 de noviembre, se produjo su estreno con la absoluta ante Andorra en el último partido de la fase de clasificación para dicho torneo que los turcos ganaron 0-2.

## Clubes y estadísticas
Actualizado el 18 de abril de 2025.
| Hacettepe S. K. Turquía                                                                                                  | 2016-17       | 3.ª           | 30  | 1 | 1  | 0 | — | — | 31  | 1 |
| Hacettepe S. K. Turquía                                                                                                  | Total club    | Total club    | 30  | 1 | 1  | 0 | 0 | 0 | 31  | 1 |
| Gençlerbirliği S. K. Turquía                                                                                             | 2017-18       | 1.ª           | 2   | 0 | 4  | 0 | — | — | 6   | 0 |
| Gençlerbirliği S. K. Turquía                                                                                             | 2018-19       | 2.ª           | 25  | 1 | 1  | 0 | — | — | 26  | 1 |
| Gençlerbirliği S. K. Turquía                                                                                             | Total club    | Total club    | 27  | 1 | 5  | 0 | 0 | 0 | 90  | 2 |
| A. S. Roma · Italia | 2019-20       | 1.ª           | 6   | 0 | 0  | 0 | 0 | 0 | 6   | 0 |
| A. S. Roma · Italia | Total club    | Total club    | 6   | 0 | 0  | 0 | 0 | 0 | 6   | 0 |
| Hellas Verona F. C. · Italia                                                                                             | 2020-21       | 1.ª           | 6   | 0 | 1  | 0 | — | — | 7   | 0 |
| Hellas Verona F. C. · Italia                                                                                             | 2021-22       | 1.ª           | 2   | 0 | 1  | 0 | — | — | 3   | 0 |
| Hellas Verona F. C. · Italia                                                                                             | Total club    | Total club    | 8   | 0 | 2  | 0 | 0 | 0 | 10  | 0 |
| Kayserispor Turquía | 2021-22       | 1.ª           | 10  | 1 | 3  | 0 | — | — | 13  | 1 |
| Kayserispor Turquía | Total club    | Total club    | 10  | 1 | 3  | 0 | 0 | 0 | 13  | 1 |
| U. S. Lecce · Italia | 2022-23       | 1.ª           | 1   | 0 | —  | — | — | — | 1   | 0 |
| U. S. Lecce · Italia | Total club    | Total club    | 1   | 0 | 0  | 0 | 0 | 0 | 1   | 0 |
| Adana Demirspor Turquía                                                                                                  | 2022-23       | 1.ª           | 10  | 0 | —  | — | — | — | 10  | 0 |
| Adana Demirspor Turquía                                                                                                  | Total club    | Total club    | 10  | 0 | 0  | 0 | 0 | 0 | 10  | 0 |
| Ankaragücü Turquía | 2023-24       | 1.ª           | 18  | 0 | 5  | 0 | — | — | 23  | 0 |
| Ankaragücü Turquía | 2024-25       | 2.ª           | 27  | 0 | 2  | 0 | ― | ― | 29  | 0 |
| Ankaragücü Turquía | Total club    | Total club    | 45  | 0 | 7  | 0 | 0 | 0 | 52  | 0 |
| Total carrera | Total carrera | Total carrera | 137 | 3 | 18 | 0 | 0 | 0 | 155 | 3 |
| (1)Incluye datos de la Copa de Turquía (2016-17, 2017-18, 2018-19, 2021-22 y 2023-24) y Copa Italia (2020-21 y 2021-22). |               |               |     |   |    |   |   |   |     |   |